# 媽閣站延線
媽閣站延線（葡萄牙語：Linha da Extensão da Estação da Barra），工程名稱為澳門輕軌氹仔延伸澳門媽閣站（葡萄牙語：Extensão da Linha da Taipa do Metro Ligeiro até à Estação da Barra）、同時稱為氹仔線過海段，起點為海洋站，向北延伸沿西灣大橋下層通道專用軌道跨海後，最後抵達位於澳門半島西南面風順堂區、位處地底的媽閣站。
線路全長約3.2公里，原本作為澳門輕軌第一期全線工程連接澳門半島至氹仔的一部分，但由於澳門半島線北段和南段走線引起爭議，導致出現「胎死腹中」的傳言，而在延線建設前西灣大橋輕軌行走安全問題引起社會關注，再加上不斷有社會人士要求優先興建輕軌氹仔延伸媽閣。最終於2015年11月正式落實優先興建，在澳門特別行政區政府行政長官崔世安發表的2016年財政年度施政報告重點上表示政府已着手準備將輕軌服務延伸至媽閣站，並爭取及早啟動相關建設工作。
建造工程於2018年5月9日進行公開招標，包括興建輕軌隧道、緊急行車通道及車站，最長工期為1,331個工作天，其後於2018年8月正式動工興建。
2023年3月，媽閣站主體工程完工，工程由中國建築工程(澳門)有限公司獲得判給，金額超過11.78億澳門元，工期為1,238個工作天。自2023年1月起，延線已開展列車動態測試；其後於2023年8月11日起開展氹仔線全線列車及系統總測試，以及預試營運等；經過多項列車測試和車站調試後，最終確定於2023年12月8日正式通車。

## 歷史

### 早期規劃
2006年，澳門政府根據香港地鐵公司的顧問研究報告以及公眾諮詢的意見，發表《軌道捷運系統深化研究》方案。採用完全架空的輕軌方案，當時預留西灣大橋下層將輕軌連接澳門半島及氹仔。2007年公佈的《澳門輕軌系統優化方案2007》中，澳氹跨海段建設維持不變。
2009年10月17日，運輸基建辦公室公佈《澳門輕軌系統第一期2009興建方案》，當中調整輕軌一期澳門半島線走線，擴大媽閣站規模和調整為地底站，而媽閣至南灣湖的軌道會採用隧道方式興建。取消轉入原媽閣政府船塢的轉彎架空軌道改以直線形式在媽閣外圍連接澳門至氹仔的線路，以此保護澳門歷史城區之景觀。

### 前期工程及澳門半島段走線爭議
2012年12月8日，西灣大橋氹仔端中央分隔帶開展道路建設工程，為大橋下層通道開闢新緊急出入口，藉以優化下層通道的交通配套，並配合輕軌日後的運營需要。是項工程將在西灣大橋氹仔端的中央分隔帶建造一段長約200米的坡道，連接西灣大橋下層通道及氹仔東亞運大馬路，成為西灣大橋下層通道的新緊急出入口，能更直接到達東亞運圓形地，改善行車環境，以利颱風期間使用下層通道的車輛通行；同時與輕軌車道及走道平台等的設置相互配合，以滿足輕軌的運營需要。 
2013年3月， 西灣大橋下層通道新出入口建造工程前期工作大致完成。在樓板移除後，將在此開口處建造一段長約200米的坡道，連接西灣大橋下層通道及東亞運大馬路。新出入口建成後與未來輕軌車道及走道平台等的設置作相互配合，滿足輕軌的運營需要；另一方面，西灣大橋下層通道亦能更直接地連通至東亞運圓形地，改善颱風期間使用下層通道車輛的通行環境。
2013年12月，離島社區咨詢委員會會議上，有委員提出氹仔段輕軌可先連接至媽閣，方便居民前往澳門半島。而早前運輸工務司表示政府不排除輕軌採取“分段走”方式，即較早建成的氹仔線首先營運，澳門則完成外圍技術分析再決定。運輸基建辦公室代表回應稱，正與相關顧問公司研究分析，當時未有答案。
2014年1月，時任運輸基建辦公室主任李鎮東表示，媽閣站處於設計階段，受澳門半島線整體走線左右，落實無期，率先對接機會甚微。而連接媽閣的路線首要完成輕軌站和旁邊的交通樞紐，相關建設會受澳門段走線影響，因此在2014年內先展開媽閣交通樞紐和媽閣站的設計工作。
2014年初，政府提出輕軌一期（澳門半島線）南段路線三個方案並計劃進行咨詢，期間需改動媽閣站的設計。而政府資深顧問技術團隊早前啟動前期地質勘探工作，藉以收集新城填海區的土質數據資料，為走線評估作準備。
2014年4月，時任運輸工務司司長劉仕堯表示，他理解社會現聚焦輕軌建設的時間性。而時任運輸基建辦公室主任李鎮東表示，由於澳門半島線南段的不同方案亦會影響媽閣站的接入點，若現階段不考慮未來走線，媽閣站有可能在興建期間需要修改設計甚至拆卸，並沒有忽視相關站點的重要性。
2015年1月，作為澳門輕軌澳門半島線首個相關工程--- “媽閣交通樞紐建造工程”正式動工。西灣湖景大馬路亦計劃於2015年第一季開展重整工程。
2015年6月，為配合媽閣交通樞紐及媽閣站興建，對開一段西灣湖景大馬路進行改道工程，工程包括鋪設雨水和污水下水道、重鋪路面、安裝交通標誌等，行車路面會以瀝青混凝土鋪設。

### 正式落實
2015年11月中旬，澳門特別行政區政府行政長官崔世安發展新一年表示已著手準備將輕軌服務延伸至媽閣站，並爭取及早啟動相關建設工作。
2016年2月，運輸基建辦公室表示媽閣站設計工作當時進行中，期望年內完成設計並招標。
2016年10月，在澳門立法會舉行全體會議上，三名議員包括高開賢、鄭志強、崔世昌均要求停建輕軌澳門半島線，將氹仔段連接至媽閣站為止（即現時延線）。三名議員均表示氹仔線工程延誤讓人擔憂，建議改為興建“環城單軌列車”舒緩澳門半島交通壓力。
2016年11月，第四任行政長官崔世安表示，待輕軌氹仔線完工後，將考慮興建延線到媽閣，而詳細方案會由司長及負責部門研究清楚再向外交代，當時延線工程在2024年完工。
2017年11月，媽閣交通樞紐旁的媽閣站第一期工程正式動工，但未能於2019年由氹仔延伸至該站，政府當時未有對媽閣站設完工期限。

### 興建過程
2018年5月9日，媽閣站主體工程進行公開招標，並於該年6月6日進行公開開標。
2018年8月，媽閣站主體工程展開。
2018年12月17日，運輸工務司司長羅立文表示，當氹仔線通車後，下一步計劃開展該線延伸媽閣站的工程，工程預算不超過45億元，保守估計2024年會完成工程並投入營運；但假如事情順利的話，或者2023年亦可完成。45億元預算包括媽閣站的建設、連接氹仔和媽閣的路段、列車及系統設備。
2019年3月上旬，配合延線和媽閣站工程，市政署將西灣湖水位降低至1.7米（正常水位約2.4米至2.5米），為期約兩週。市政署將密切留意降低水位後的水質及生物情況，並加強湖區的清理工作，工程完成後將恢復水位至正常水平。
2019年8月25日，第五任行政長官賀一誠在當選後出席侯任人記者會，他承諾輕軌氹仔線接駁到媽閣站計劃2023年完工，一定在他的五年任期內完成。
2020年11月，西灣大橋下層改造工程正式動工。首階段對下層車道進行改道工程，將由外車道改為內車道行駛，現時當懸掛八號風球時開放車輛通行，進出下層通道的出入口現階段維持不變，並隨即會對原外車道的瀝青路面移除，為日後安裝輕軌行車基座及系統安裝並與媽閣輕軌站的連通工作創造條件；此外，將同步對現有的交通信號和防撞欄等設施調整位置。
2021年4月，首階段工程完工，包括拆除大橋下層東箱及西箱外側車道的瀝青路面及兩箱北端連接媽閣站隧道之分隔牆、安裝車道防撞欄及指示牌等工作，車輛隨後將改用內車道行駛。
2022年9月30日，公共建設局局長林煒浩表示，媽閣站工程進度順利，主體工程接近完工，稍後將安裝及調試系統，會按目標於2023年連通氹仔線。
2022年10月，第二階段工程完工，原來西灣大橋下層緊急行車通道（包括澳門側及氹仔側）四個出入口停用，由位於媽閣交通樞紐南側和東亞運形北側的新出入口取代。

### 開展測試工作

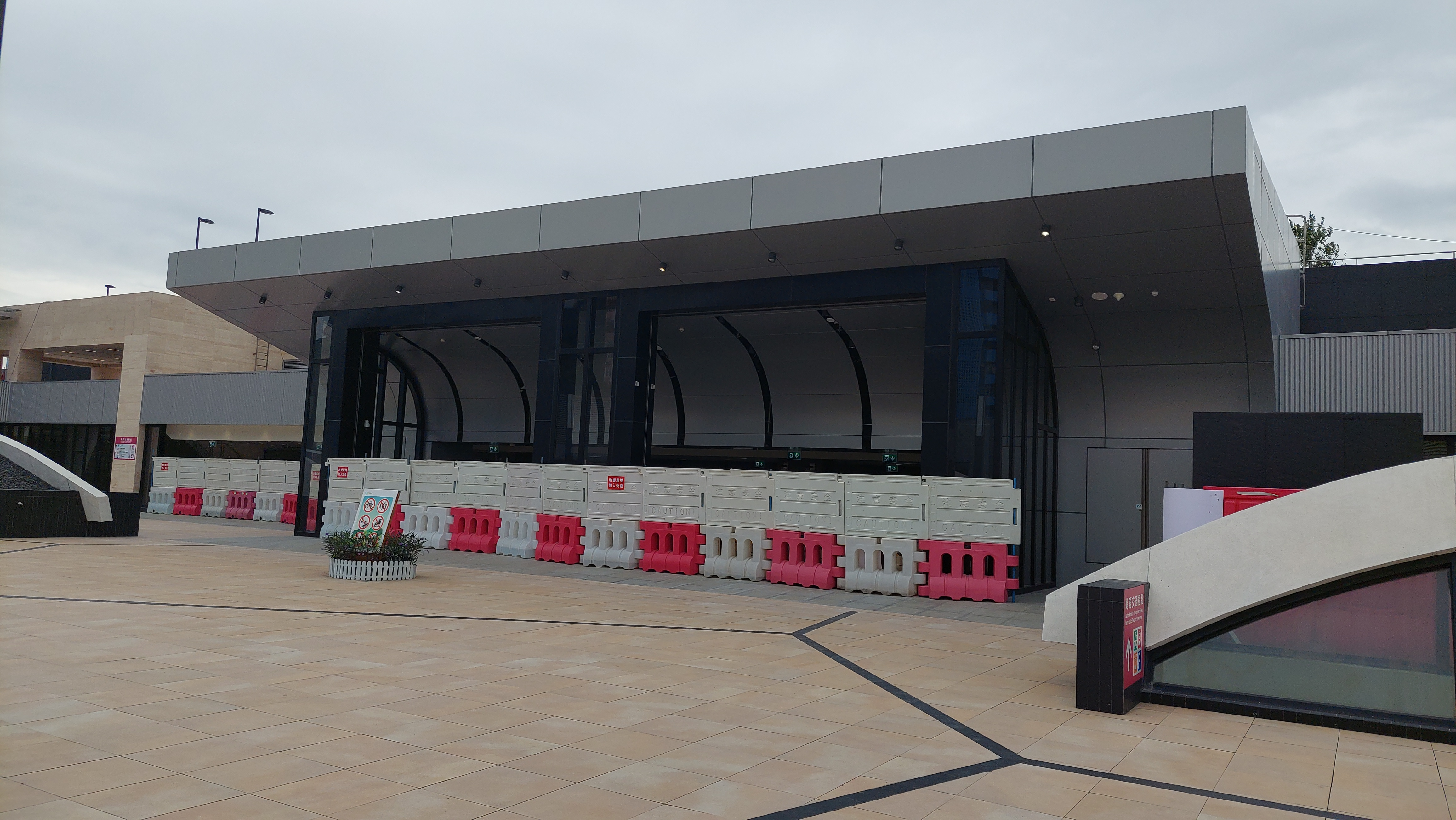
2022年12月正進行裝修工程中的媽閣站

2023年2月27日，媽閣站主體工程完工。沿西灣大橋下層通道設置的輕軌行車系統已完成安裝，正開展列車運行測試工作。列車測試分三個階段進行，第一階段為媽閣站及西灣大橋下層通道，第二階段將延伸至海洋站，第三階段為全線範圍。另外，列車操作服務已判給予澳門輕軌股份有限公司，價格為澳門幣500萬元，由2023年1月11日至10月31日。
2023年3月30日，運輸工務司司長羅立文表示，媽閣站延線營運方面暫未定案。
2023年6月5日，運輸工務司司長羅立文出席澳門立法會全體會議上表示，當時媽閣站延線測試工作順利，爭取在同年年底開通。而部分服務由澳門輕軌股份有限公司負責，但未有考慮設與巴士轉乘優惠；另由於澳門特區政府與港鐵公司簽署的氹仔線營運合同至2024年尾結束，因此延線暫時由港鐵（澳門）營運。而隨著媽閣站延線開通象徵輕軌服務延至澳門半島，另計劃短期內理順附近巴士路線服務。
2023年8月11日，延線連同氹仔線全線開展列車及系統總測試，以及預試營運等。在測試進行期間，列車和車站的顯示屏及廣播系統新增媽閣站，在進行有關工作期間會有相關的告示或臨時標識。測試工作自2023年1月中旬起利用共96晚非營運時間共約264小時完成兩個階段測試，7月中旬起陸續更新列車及行車系統，第 3階段測試預計8月中旬完成。行政長官賀一誠同日出席澳門立法會答問會時表示，指政府下一步會研究在不同轉乘站增設多些巴士專線，相信媽閣線在2023年12月通車後，開通連接關閘及青茂口岸等巴士專線以解決部分旅客出行問題。交通事務局於2023年9月回應澳門立法會議員羅彩燕書面質詢時表示，會研究在不同轉乘站至口岸開設巴士專線，如媽閣交通樞紐至關閘或青茂口岸，以解決部分旅客的出行需要，提升整體乘客搭乘體驗。
2023年10月20日，另一條主要輕軌路線澳氹東線正式動工興建，媽閣線測試工作及預試營運已於日前順利完成，並移交至澳門輕軌股份有限公司，按計劃在2023年底前開通。
2023年10月23日09:09，延伸段開始進行日間列車測試，首列測試列車於路氹東站2號月台開出，當日共4列測試列車投入測試。測試列車會停靠月台後方，月台後方的所有幕門均被膠帶及圍欄圍封；月台前方側停靠氹仔線載客列車。測試列車靠站前月台會有廣播提示下一班列車前往媽閣站。
2023年11月11日開始，每逢星期六、日下午氹仔線都會派出一列四卡載客列車行駛。另外，相關日間試車工作亦已經順利完成，未來將會轉為逢星期一至五夜間試車。當所有測試工作順利完成後，在12月初將具備通車條件。
2023年11月15日，行政長官賀一誠出席澳門立法會《澳門特別行政區政府2024年財政年度施政報告》答問會，媽閣線將按計劃在同年12月開通，正籌備於媽閣站旁的媽閣交通樞紐設轉乘或專線巴士接載乘客到關閘或外港客運碼頭。

### 正式通車
2023年11月27日，澳門輕軌股份有限公司宣佈氹仔線延伸至媽閣站的所有列車測試已順利完成，作為氹仔線一部分的媽閣站延線於2023年12月8日正式通車，標誌輕軌正式連通氹仔島與澳門半島，媽閣站往氹仔碼頭方向的首班列車於當天06:30開出。
2023年12月8日，延線正式通車，除媽閣站往氹仔碼頭方向首班列車於06:30開出外，首班抵達媽閣站的跨海列車亦於06:30在馬會站開出。當天06:30至08:30將向於媽閣站乘坐列車的乘客贈送紀念品。12月8日至10日期間，於媽閣站發售媽閣站開通和氹仔線開通的紀念車票套裝。

## 車站
| 編號                           | 車站名稱 | 車站名稱 | 車站名稱 | 所在區域 | 通車日期       | 車站形式 |
| 編號                           | 中文     | 葡文     | 英文     | 所在區域 | 通車日期       | 車站形式 |
| ------------------------------ | -------- | -------- | -------- | -------- | -------------- | -------- |
| 媽閣站延線（氹仔線延伸媽閣站） |          |          |          |          |                |          |
| 12                             | 媽閣     | Barra    | Barra    | 風順堂區 | 2023年12月8日  | 地下     |
| 西灣大橋 （↑澳門半島／氹仔↓）  |          |          |          |          |                |          |
| 13                             | 海洋     | Oceano   | Ocean    | 嘉模堂區 | 2019年12月10日 | 地面     |

## 相關爭議

### 西灣大橋結構問題
2010年6月，工程界與西灣大橋總承建商對西灣大橋設計是否適合舖設輕軌引發爭議，並引起時任澳門立法會直選議員關翠杏提出書面質詢。在澳門建造商會一個專題講座上，宏信亞洲顧問公司總經理山度士（Herder Santos）表示，根據投標的要求對於輕鐵系統運作和輕鐵對橋樑有何影響作了深入研究，發現較大的問題是西灣大橋的鋼斜拉索不符合中國的標準。他說，更換斜拉索不是大問題，容易解決。至於更換與否，需要政府決定。作為專業人士，如果發現有問題，就一定要向政府提出。他表示，競投建造輕鐵系統的標書包括兩部分，一是提供車卡和系統，與該公司合作投標的是世界三大輕鐵系統提供公司之一的加拿大龐巴迪公司；二是對西灣大橋的加固。而下層的通風系統重新設計安裝。 根據運建辦聘請的奧雅納公司所做的研究，西灣大橋有八條拉索需要更換；而龐巴迪──中國路橋公司按照中國標準所作的研究，大橋所有的拉索都需要更換。
2010年6月18日，建設發展辦公室及運輸基建辦公室對此表示關注，重申特區政府在任何公共工程皆抱著負責任態度，在開展任何公共工程時，會以保障市民的安全為首要關注點，而西灣大橋從建造到使用近八年以來並未沒發現結構上存在問題。西灣大橋的結構在興建時已參考歐美及中港澳等地區的相關規範進行設計，亦符合國際慣例和招標文件要求，完全能滿足汽車與輕軌車道的共同受力要求，符合中國等相關橋樑設計規範的規定，而有關鋼索施工過程中以及大橋完成後，透過第三方顧問公司所做的模擬載入對斜拉索拉力等主要結構進行的測試及記錄，結果亦表明符合相關的設計要求。而未來輕軌系統進行建設時，必須要配合經過國際公開招標所甄選的列車型號和規格，在大橋原有的基礎設計上進行調整和修繕。
2009年，「澳門輕軌系統第一期行車物料及系統」採購進行國際公開招標，並於2010年4月展開開標和甄審的工作。運輸基建辦公室於2010年11月表示，在開展任何公共工程時，安全性是政府的首要關注點。就輕軌系統在西灣大橋內運作，根據招標案卷的要求，三名競投人均需按其建議選用的行車物料及系統的特點，就西灣大橋設計連建造總承包改善工程提供方案，意味獲判給人必須按其提出的投標價，完成為使輕軌系統能夠在西灣大橋內安全及良好運作所需的一切工作。與此同時，各競投人也已在競投標書作出聲明，有關在西灣大橋內設置輕軌系統的改善工程，能夠滿足招標案卷的標準和要求。

### 調換輕軌與汽車車道
2012年5月22日，運輸基建辦公室表示：西灣大橋下層通道改善工程的細部設計已基本完成，政府跨部門聯合組成的西灣大橋跟進小組作出審核。而有關改善工程作為2011年3月所簽訂的“澳門輕軌系統第一期行車物料及系統”供應合約的其中一部份，工程包括改善排水、電力及抽排氣系統，遷移防撞欄、建造走道平台、安裝車道路軌及供電軌、優化下層通道出入口條件等。
2015年5月11日，運輸基建辦公室代主席何蔣祺出席澳門立法會口頭質詢大會上多名議員關注輕軌澳門半島段建設與氹仔段連接問題。透露出爲保障輕軌列車穿行西灣大橋下層的安全，將原定靠內的軌道改爲靠外，即將現時颱風期間供輕型汽車行駛的原左側通道供輕軌行駛，而當時位於右側現有的軌道則改爲供輕型汽車行駛。大橋下層共設四條車道，原定往返的輕軌走裡面兩條車道，但為配合輕軌行走，需更改至走外面兩條車道，故政府正在更新管道、消防及抽排氣等。因應日後兩條私家車道改為靠內，氹仔段近迴旋處亦正調整行車道，設置疏導車輛緊急出口。
2017年4月，澳門立法會土地及公共批給事務跟進委員會舉行會議，對於輕軌日後將由氹仔穿過西灣大橋下層到達媽閣，但早幾年有業界及政府邀請的國際知名諮詢公司均建議，西灣橋若要行駛輕軌，需要將目前斜拉索更換成更粗鋼索，委員會主席何潤生引述政府代表意見回應，未來輕軌在下層行車不會有安全性問題，由於車廂供應方三菱重工的車廂重量相對較輕，除得到三菱重工方面確認外，政府亦邀請第三方公司評估，結論是無必要在西灣大橋更換鋼索。
2019年8月30日，對於有報道引述大橋總設計師表示，擔憂有關計劃影響大橋廂樑結構安全。運輸基建辦公室表示有關內容純屬流言，政府早於2010年6月已就西灣大橋設計標準作出說明，指在興建西灣大橋時，已具前瞻性地考慮到未來的可持續發展需要，為未來在大橋行駛輕軌時的建設需要作出基礎設計預留。而根據合同要求，輕軌列車及系統供應商需要因應所採用列車及系統的特點，就西灣大橋下層通道提供改善工程方案，以確保輕軌能夠在西灣大橋內安全及良好運作；有關改善工程方案並已由獨立審查單位完成安全驗證。
2019年9月，政府計劃開展西灣大橋下層通道的改善工程，將每側廂樑內原有預留輕軌使用的位置與應急車道互換的做法，總設計師憂慮會影響大橋的結構安全；隨後運輸基建辦公室以「純屬流言」一說回應事件。運輸工務司司長羅立文同樣未有作進一步解釋，僅強調希望公眾對他有信心，強調「唔會亂嚟」。為配合輕軌行走，保障輕軌穿行西灣大橋下層的安全，要將原定靠內的軌道改爲靠外。立法議員高天賜提出書面質詢，指出西灣大橋安全隱患一事原於歐文龍貪污案，不論是上層還是下層通道，都隱藏著許多隱患，更威脅到市民的性命和財產安全。而建造大橋時沒有考慮到承載量，該大橋設計師亦多次向政府提出口頭與書面的反對意見，遺憾的是，政府依然一直未有正面回應及解釋。
中鐵大橋勘測設計院、西灣大橋總設計師徐恭義對改動西灣大橋原有設計佈局感到詫異，擔心破壞了原有結構的完整性與設計的合理性，曾向當局提出口頭及書面反對意見，惜至今未獲回應。早在2010年總承建商已提出輕軌若行走西灣大橋將要動大手術的言論。2015年又透露，將開展西灣大橋下層通道的改善工程，將每側廂樑內原有預留輕軌使用的位置與應急車道互換，意味着完全更改了大橋原有的設計佈局。而總承建商基本每隔五年會來澳一次，檢查西灣大橋結構狀態是否達到預期設計、受力與功能發揮方面是否正常等，他認為目前西灣大橋通車經已接近十五年，西灣大橋的結構及受力以至廂樑內部狀態等相對理想，大橋的保養及維修工作亦做得專業，整體狀態一直在受控範圍，唯一擔憂是因應輕軌進行的大規模改動工程。他表示在討論時，設計團隊以及葡萄牙的工程師對此都感到不可思議，因當初設計西灣大橋時經已將輕軌一併考慮在內，甚至大橋兩端預留的軌道接駁位亦有相應規劃，廂樑內預留的輕軌路線已預埋了軌道專用鋼筋，假如將原有方案對調，意味着需要在現有應急車道的底板上開孔，在底板植入新的鋼筋，認為這樣會破壞原有結構的完整性與設計的合理性，並非明智的做法，完全可以避免。
2023年11月29日，澳門立法會舉行運輸工務範疇施政方針辯論，直選議員高天賜關注西灣大橋的安全，公共建設局局長林煒浩回應時指，西灣大橋行輕軌絕對安全。已聘請西灣大橋原設計師覆核結構，荷載完全安全。且西灣大橋已安裝結構監測系統，在過去十一個月試車的監測數據全無異常。西灣大橋行輕軌的消防策略完全通過，亦通過第三方驗收，保證西灣大橋下層通道行輕軌絕無問題。

### 工程建設期間交通混亂
2017年12月下旬，媽閣站興建工程展開，由西灣湖景大馬路往河邊新街方向近媽閣總站一段有臨時改道措施，該方向交通運作維持兩線行車，惟因與巴士線站並無分隔，繁忙時段顯得混亂。傍晚繁忙時段由離島經西灣大橋往澳門內港方向車輛較多，西灣湖景大馬路進入河邊新街一段堵塞嚴重，施工現場維持兩線行車，但因路面收窄，媽閣總站部分巴士泊位與行車道並無分隔，巴士離站時與其他車輛爭道，電單車穿插其中，路面情況混亂，險象環生。同時因現場路段有不同程度損毀，對電單車駕駛者存在安全隱患，車輛進入改道路段時需留意路面情況及以安全車速行車。
2021年4月7日，澳門日報頭版標題為“媽閣一帶交通亂！”，內容指出媽閣西灣一帶受媽閣交通樞紐及輕軌站主體工程，以及鄰近西灣湖景大馬路堤圍加固工程曠日持久影響較大，行車路面多次調整，令周邊以至往來西灣大橋交通常受影響。運輸工務司司長指由工務局負責的鄰近西灣湖景大馬路堤圍加固工程成為運輸工務範疇超過一億工程中延誤之冠。工程由2019年第四季動工，工期285個工作天，造價3.65億元。目前工期延誤逾3成5，主要受疫情影響。超支則屬可以接受，不足百分之1。 雖然疫情影響屬不可抗力，但工程是為配合整體防災減災工作開展，風雨季將至，未知能否趕及完工，減低風暴潮對堤圍的損害。受媽閣及西灣湖景大馬路工程影響，周邊交通經常改道。部分路段雖然維持兩線行車，但行車路面收窄，不少駕駛者反映行車不暢順，尤其上下班高峰交通擠塞。加上不少大型工程車出入，除了容易遮擋駕駛者視線，路面亦凹凸不平，存在安全隱患。部分工程竣工期以年計，市民只能期望政府完善路況，抓緊工程進度，工程盡快完成後紓緩該區交通困局。

### 工程延誤
2021年4月中旬，下環坊會批評媽閣站周邊工程工期延誤對交通做成混亂，已鄰近的媽閣巴士總站至西灣大橋落腳點西灣湖景大馬路圍堤加固工程延期完工，加上輕軌媽閣站工程與媽閣交通樞紐連接部分工程同時進行中，工程施工對交通的影響仍將持續一年多。
2022年10月5日，公共建設局表示，媽閣站主體建造工程由於受COVID-19疫情影響，竣工日期由2022年11月延至2023年3月，但政府強調會按之前的目標在2023年通車。

### 過海附加費
2022年5月23日，政府向立法會介紹《澳門陸路整體交通運輸規劃（2021-2030）》，運輸工務司司長羅立文表示，雖然曾經考慮輕軌和巴士轉乘優惠，但相關優惠對巴士公司造成負面影響而擱置。他表示參考了香港港鐵荃灣綫金鐘站到尖沙咀站設過海費，將來延線開通後往返媽閣站亦可能要收過海附加費，故輕軌票價只會愈來愈貴，屆時輕軌與巴士的差價更大，希望居民明白。
2023年11月27日，根據《澳門特別行政區公報》公佈第188/2023號行政長官批示，澳門輕軌股份有限公司將自2023年12月8日起增加輕軌票價區間，以配合未來輕軌線網延伸及車站增加。每個涉及媽閣站往來海洋站，以及橫琴站往來蓮花站的跨海段，在計算車站數目時需視作兩站收費。優惠人群的票務待遇繼續保留。

## 工程影響

### 聖地牙哥古堡酒店停業
2017年2月14日，澳門聖地牙哥古堡酒店宣佈因應延線、媽閣交通樞紐和媽閣站工程噪音影響，導致入住率大跌，而迫於該年3月起暫時結業。澳博常務董事梁安琪澄清並證實有關消息，強調工程令酒店生意雪上加霜，故決定暫時停業直至工程結束。不少旅遊界人士和本地居民對停業表示失望，對澳門旅遊業而言做成負面影響。
2023年12月，酒店因應輕軌媽閣站啟用陸續重新恢復營業，首階段開放餐廳並提供簡餐服務，酒店外牆已架起棚架，房間設施也在更換中。

## 外部連結
- 澳門輕軌 - 氹仔線⇄媽閣 （页面存档备份，存于）
- 公共建設局 C340B - 輕軌媽閣站主體建造工程 （页面存档备份，存于）